# Miriam Schweiger
Miriam Cordelia Schweiger (* 9. Februar 1994 in Minden) ist eine deutsche Schauspielerin.
Sie wuchs in Erfurt auf und war Schülerin am Evangelischen Ratsgymnasium Erfurt. Neben der Schule 
wirkte sie bei mehreren TV-Produktionen, u. a. des KI.KA, mit. Als Theaterschauspielerin erzielte sie 2010 Erfolge als Luise Miller in Friedrich Schillers Kabale und Liebe am Erfurter Jugendtheater Die Schotte.

## Filmografie
- 2006: Unsere zehn Gebote
- 2007: Blöde Mütze!
- 2007–2009: KRIMI.DE, 4 TV-Folgen als Sophie Vormann: Level 3 (2009), Katzenauge (2007), Gefährliche Verabredung (2007), Bitte recht freundlich! (2007)